# New York World Building
New York World Building a fost o clădire ce s-a aflat în New York City și în care și-a avut sediul ziarul New York World. A fost demolată în 1955.